# Typeschata rufivaria
Typeschata rufivaria är en insektsart som först beskrevs av Walker 1851.  Typeschata rufivaria ingår i släktet Typeschata och familjen spottstritar. Inga underarter finns listade i Catalogue of Life.